# گمینا ویتنگتسا
گمینا ویتنگتسا (به لهستانی:  Gmina Witnica) یک گمینا در لهستان است که در شهرستان گوژوف واقع شده‌است. گمینا ویتنگتسا ۲۷۸٫۲۵ کیلومتر مربع مساحت و ۱۳٬۰۲۱ نفر جمعیت دارد.